# Dinko Foretić
Dinko Foretić (Vrnik, kraj Korčule, 16. prosinca 1911. – Zadar, 30. svibnja 1995.), hrvatski povjesničar.

## Životopis
Foretić je rođen 1911. na otočiću Vrniku gdje završava pučku školu (4 razreda), nižu gimnaziju kod franjevaca na Badiji te višu gimnaziju u Dubrovniku. Latinski i grčki diplomirao je na Filozofskom fakultetu u Beogradu 1934. godine. Bio je direktorom Više novinarske škole koja je počela s radom 15. srpnja 1950. godine. Bio je na dužnosti ravnatelja Historijskoga arhiva u Zadru (1952. – 1971). Doktorirao na Filozofskom fakultetu u Zadru 1964. godine disertacijom "Borba za ponarođivanje općina u Dalmaciji". Od osnutka Sveučilišta u Splitu 1974. do 1978. prvi je rektor te institucije.

## Nepotpun popis djela
- Zadrugarstvo Istre, Zadružna štampa, Zagreb, 1951.
- Gradimo socijalizam: pregled dvogodišnjih napora i uspjeha u izvršenju petogodišnjeg plana N.R. Hrvatske, Ured za informacije pri Predsjedništvu vlade NR Hrvatske, Zagreb, 1949.